# هارييت إليوت
هارييت إليوت (بالإنجليزية: Harriet Elliott)‏ هي عالمة سياسة أمريكية، ولدت في 1884، وتوفيت في 1947.

## وصلات خارجية
- هارييت إليوت على موقع الموسوعة البريطانية (الإنجليزية)